# ویکتور اگییف
ویکتور اگییف (روسی: Виктор Иванович Агеев؛ زادهٔ ۲۹ آوریل ۱۹۳۶) بازیکن واترپلو اهل روسیه است.